# 디미트리 베가스 & 라이크 마이크
디미트리 베가스 & 라이크 마이크(Dimitri Vegas & Like Mike)는 벨기에의 전자 음악 DJ 듀오이다. 2010년에 스매시 더 하우스를 창립했다. 이후 2015년 DJ 매거진에서 1위를 차지했다.

## 같이 보기
- 투모로랜드 (음악제)